# Armes de destruction massive au Royaume-Uni
Le Royaume-Uni possède, ou a possédé, diverses armes de destruction massive, notamment des armes nucléaires, biologiques et chimiques. Le Royaume-Uni est l’un des cinq États signataires du Traité sur la non-prolifération des armes nucléaires dotés de l’arme nucléaire. Le pays dispose d’une force de dissuasion nucléaire indépendante. On estime que le Royaume-Uni dispose d’un stock de 120 têtes nucléaires actives et de 215 têtes nucléaires au total. Il a renoncé à utiliser des armes chimiques et biologiques en 1956 et a par la suite liquidé ses stocks généraux.

## Armes biologiques
Au cours de la Seconde Guerre mondiale, des scientifiques britanniques ont étudié l'utilisation d'armes biologiques, y compris un essai à l'anthrax sur l'île écossaise de Gruinard, qui l'a contaminée et clôturée pendant près de cinquante ans, jusqu'à ce qu'un programme intensif d'éradication des spores d'une durée de quatre ans soit achevé en 1990. Ils fabriquèrent également cinq millions de tourteaux à l'huile de lin avec un trou foré pour permettre l'ajout de spores d'anthrax[Information douteuse] entre 1942 et le milieu de 1943. Ceux-ci devaient être largués en Allemagne dans des conteneurs spécialement conçus, contenant chacun 400 tourteaux, dans le cadre d'un projet baptisé Opération Végétarien. Il était prévu que la maladie détruise les troupeaux allemands de bœuf et de vaches laitières et se transmette éventuellement à la population humaine. Les préparatifs ne furent achevés qu'au début de 1944. L'opération Végétarien ne devait être utilisée qu'en cas d'attaque d'anthrax par l'Allemagne au Royaume-Uni.
Le développement d'armes offensives s'est poursuivi après la guerre dans les années 1950 avec des tests de peste, de brucellose, de tularémie et, plus tard, d'encéphalomyélite équine et de virus de la vaccine (ce dernier étant un simulant relativement sûr pour la variole).
Cinq séries d'essais ont eu lieu en mer avec des nuages d'aérosols et des animaux.
- Opération Harness à Antigua en 1948-1949.
- Opération Cauldron (en) au large de Stornoway en 1952. Le chalutier Carella a traversé à son insu un nuage de bacilles pneumoniques de la peste (yersinia pestis) au cours de cet essai. Il a été gardé sous observation secrète jusqu'à la fin de la période d'incubation, mais aucun des membres de l'équipage n'est tombé malade[3].
- Opération Hesperus au large de Stornoway en 1953.
- Opération Ozone au large de Nassau en 1954.
- Opération Negation à Nassau en 1954.

Le programme a été annulé en 1956 lorsque le gouvernement britannique a renoncé à utiliser des armes biologiques et chimiques. En 1974, les armes biologiques ont été interdites et le Royaume-Uni a ratifié la Convention sur l'interdiction des armes biologiques en mars 1975.

## Armes chimiques
Le Royaume-Uni était signataire des Conventions de La Haye (1899 et 1907) qui interdisaient l'utilisation de gaz toxiques en temps de guerre. Cependant, pendant la Première Guerre mondiale, en représailles à l'utilisation du chlore par l'Allemagne contre les troupes britanniques à partir d'avril 1915, les forces britanniques déployèrent du chlore pour la première fois lors de la bataille de Loos le 25 septembre 1915. À la fin de la guerre , l’utilisation des gaz toxiques s’était généralisée des deux côtés et en 1918, un quart des obus d’artillerie étaient remplis de gaz et la Grande-Bretagne avait produit environ 25 400 tonnes de produits chimiques toxiques.
La Grande-Bretagne a utilisé une gamme de gaz toxiques, à l’origine du chlore, puis du phosgène, du diphosgène et du gaz moutarde. Elle a également utilisé des quantités relativement faibles des gaz irritants chlorométhyl chloroformiate (en), chloropicrine, bromacétone et Ethyl iodoacetate (en). Les gaz étaient fréquemment mélangés, par exemple white star (étoile blanche) était le nom donné à un mélange de volumes égaux de chlore et de phosgène, le chlore aidant à répandre le phosgène plus dense mais plus toxique. En dépit des progrès techniques, les armes chimiques ont perdu de leur efficacité au fur et à mesure de l'avancement de la guerre, en raison des équipements de protection et de la formation engendrés par l'utilisation des deux côtés.
Après la guerre, la Royal Air Force largua du gaz moutarde sur les troupes bolcheviques en 1919 et Winston Churchill, secrétaire d’État, suggéra que la Royal Air Force l’utilisât en Irak en 1920 lors d’une grande révolte. Les historiens sont divisés quant à savoir si le gaz a été utilisé ou non.
Le Royaume-Uni a ratifié le Protocole de Genève le 9 avril 1930. Le Royaume-Uni a signé la Convention sur l'interdiction des armes chimiques le 13 janvier 1993 et l'a ratifiée le 13 mai 1996.
En dépit de la signature du protocole de Genève, le Royaume-Uni a effectué des tests approfondis d'armes chimiques à partir du début des années 1930. Lors d'expériences à Rawalpindi, des centaines de soldats indiens ont été exposés au gaz moutarde afin de déterminer le dosage approprié à utiliser sur les champs de bataille. Beaucoup de sujets ont été gravement brûlés par leur exposition au gaz.
De nombreux anciens militaires se sont plaints de souffrir de maladies de longue durée après avoir participé à des tests sur des agents neurotoxiques. Avant de se porter volontaire, ils n'auraient pas reçu d'informations suffisantes sur les expériences et le risque, en violation du code de Nuremberg de 1947. Les exactions alléguées à Porton Down ont fait l'objet d'une longue enquête policière, baptisée Operation Antler, qui portait sur des volontaires ayant testés diverses armes chimiques et contre-mesures de 1939 à 1989. Une enquête a été ouverte le 5 mai 2004 concernant le décès, le 6 mai 1953, d'un militaire, Ronald Maddison, lors d'une expérience d'utilisation de sarin. Une enquête privée du ministère de la Défense avait déjà révélé que sa mort résultait d'une "mésaventure", mais la Haute Cour l'a annulée en 2002. L'audience de 2004 s'est achevée le 15 novembre, après qu'un jury eut conclu que la cause du décès de Maddison était l'"application d'un agent neurotoxique dans une expérience non thérapeutique".

## Armes nucléaires

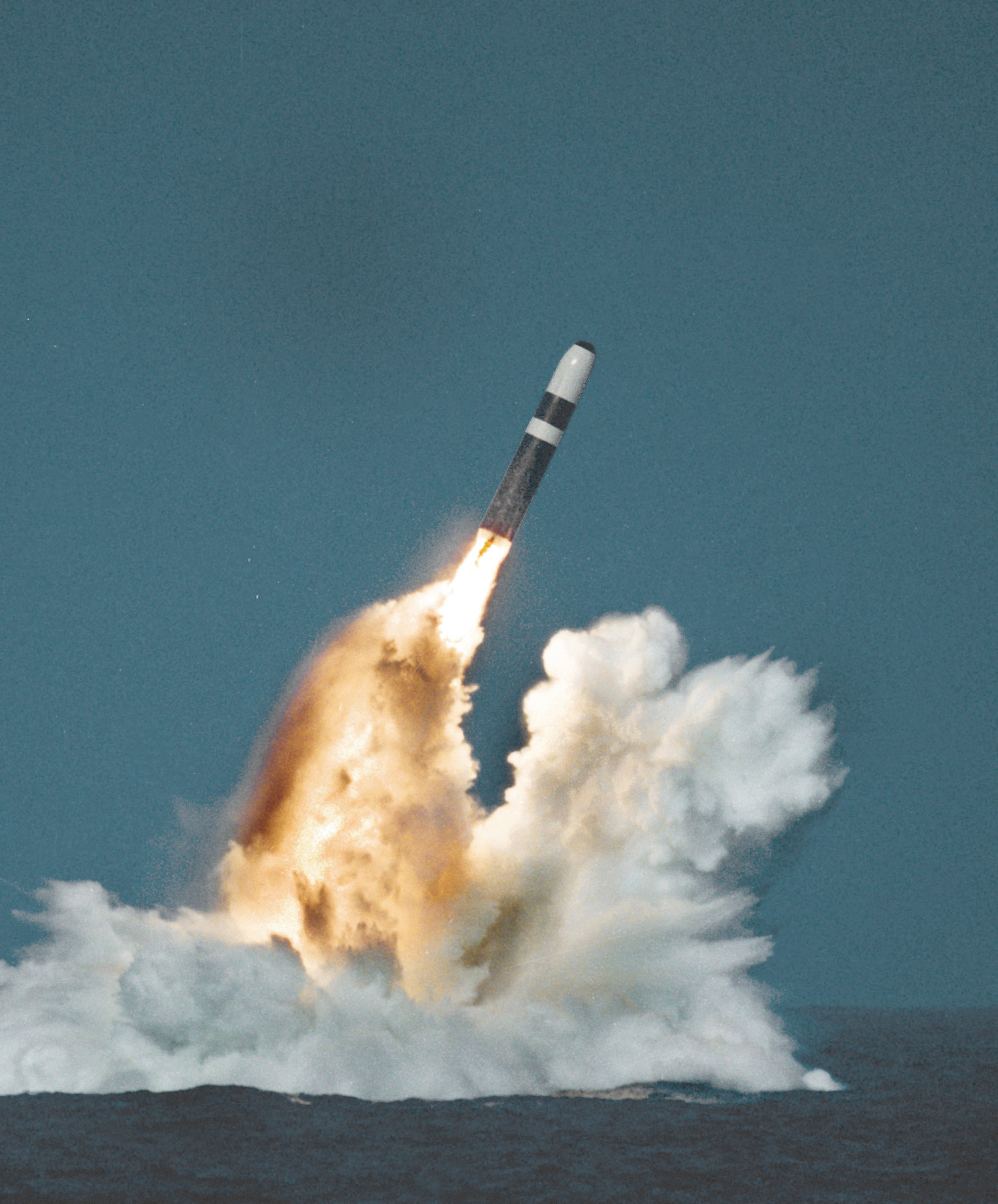
Un missile Trident lancé depuis un sous-marin submergé.

Les armes nucléaires britanniques sont conçues et développées par l'Atomic Weapons Establishment du Royaume-Uni. Le Royaume-Uni possède quatre sous-marins de la classe Vanguard équipés de missiles Trident à charge nucléaire. Le principe de fonctionnement est basé sur le maintien de l'effet dissuasif en ayant toujours au moins un sous-marin en mer et a été conçu pendant la période de la guerre froide. Un sous-marin est normalement en maintenance et les deux autres sont au port ou en formation.
Chaque sous-marin porte jusqu'à seize missiles Trident II D-5, pouvant chacun transporter jusqu'à douze ogives, pour un maximum de 192 ogives par navire. Cependant, le gouvernement britannique a annoncé en 1998 que chaque sous-marin ne porterait que 48 ogives (divisant par deux le seuil fixé par le précédent gouvernement), soit une moyenne de trois par missile. Cependant, un ou deux missiles par sous-marin sont probablement armés avec moins d'ogives pour un usage "sous-stratégique", ce qui oblige les autres à en emporter davantage.
On pense que les ogives de conception britannique peuvent être sélectionnées entre 0,3 kilotonne, 5-10 kt et 100 kt. Le Royaume-Uni a acheté les droits de 58 missiles en vertu du contrat de vente Polaris (modifié pour Trident) au "pool" de la marine américaine. Ces missiles sont équipés d'ogives construites au Royaume-Uni et sont échangés lorsqu'ils nécessitent un entretien. En vertu de l'accord, le Royaume-Uni a donné certaines assurances aux États-Unis concernant l'utilisation des missiles. Toutefois, ils ne disposent d'aucun veto sur l'utilisation des armes nucléaires britanniques. Certains composants non nucléaires de la tête nucléaire britannique sont achetés aux États-Unis pour des raisons de rentabilité.
Le Royaume-Uni autorise les États-Unis à déployer des armes nucléaires à partir de son territoire, la première étant arrivée en 1954. Au cours des années 1980, des missiles de croisière BGM-109G Gryphon dotés de charges nucléaires ont été déployés sur la RAF Greenham Common et sur la RAF Molesworth. En 2005, environ 110 bombes nucléaires tactiques B61 seraient stockées sur la RAF Lakenheath en vue de leur déploiement par l'US Air Force avec des F-15E.
En mars 2007, le Parlement britannique a voté en faveur du renouvellement du système de sous-marins nucléaires Trident du pays moyennant 20 milliards de livres sterling. En juillet 2008, The Guardian a déclaré que la décision avait déjà été prise de remplacer et de moderniser le stock d'ogives nucléaires britanniques pour un coût de 3 milliards de livres sterling, prolongeant ainsi la durée de vie des ogives nucléaires jusqu'en 2055.